# Nikolaus Henkel
Nikolaus Henkel (* 28. April 1945 in Zella-Mehlis) ist ein deutscher Germanist.

## Leben
Nach dem Abitur 1965 am Ratsgymnasium Osnabrück absolvierte er von 1965 bis 1967 den Wehrdienst. Von 1967 bis 1972 studierte er Germanistik, Klassische Philologie und Mittellateinische Philologie (1972 Staatsexamen (LMU München), 1973 Magister Artium (LMU München), 1974 Promotion (LMU München)). Von 1974 bis 1975
war er Studienreferendar am Wittelsbacher-Gymnasium München. Von 1975 bis 1978 war er wissenschaftlicher Assistent an der FU Berlin (Lehrstuhl Ingeborg Schröbler). Von 1978 bis 1984 lehrte er dort als Assistenzprofessor. Nach der Habilitation 1983/1984 an der FU Berlin: Venia legendi für Deutsche Philologie lehrte er an den Universitäten Berlin (FU) (1975–1983), Göttingen (1984), Regensburg (1985–1996), Hamburg (1996–2010), Freiburg im Breisgau (Honorarprofessor seit 2011). Wolfgang Stammler Professur 2006/2007 an der Universität Fribourg, Centre d’Études médiévales. Freiburg Institute for Advanced Studies (FRIAS), External Senior Fellow 2010–2013. Seit 2006 ist er Ordentliches Mitglied der Niedersächsischen Akademie der Wissenschaften zu Göttingen.
Seine Forschungsschwerpunkte sind deutsche Literatur im 9.–11. Jahrhundert, deutsche Literatur im 12./13. Jahrhundert – Höfische Literatur, deutsche Literatur des späten Mittelalters und der frühen Neuzeit, Latein und Volkssprache im deutschen Mittelalter: Glossierungspraxis im 8.–12. Jahrhundert – Übersetzen im Mittelalter und in der frühen Neuzeit – Mehrsprachigkeit im literaturwissenschaftlich- komparatistischen und bildungsgeschichtlichen Kontext, Antikenrezeption im deutschen Mittelalter und in der frühen Neuzeit, Überlieferungs- und Textgeschichte mittelalterlicher Literatur – Buch- und Bibliotheksgeschichte, Bild und Text und mittellateinische Literatur.

## Schriften (Auswahl)
- Studien zum Physiologus im Mittelalter. Tübingen 1976, ISBN 3-484-15034-3.
- Deutsche Übersetzungen lateinischer Schultexte. Ihre Verbreitung und Funktion im Mittelalter und in der frühen Neuzeit. Mit einem Verzeichnis der Texte. München 1988, ISBN 3-7608-3390-X.
- als Herausgeber mit Nigel F. Palmer: Latein und Volkssprache im deutschen Mittelalter, 1100–1500. Regensburger Colloquium 1988. Tübingen 1992, ISBN 3-484-64011-1.
- Lesen in Bild und Text. Die ehem. Berliner Bilderhandschrift von Priester Wernhers «Maria». Berlin 2014, ISBN 3-11-033502-6.